# أندرو جي. ماكدونالد
أندرو جي. ماكدونالد هو محامي وقاضي وسياسي أمريكي، ولد في 11 مارس 1966 في ستامفورد في الولايات المتحدة. نشط حزبياً في الحزب الديمقراطي. وقد انتخب عضو مجلس ولاية كونيتيكت ‏.